# De Vledder en Wapserveense Aa
Dit overzicht is mogelijk incompleet; u kunt helpen door het uit te breiden.
De Vledder en Wapserveense Aa was een waterschap in de Nederlandse provincie Drenthe. Het werd opgericht in 1950 en moest ervoor zorgen de waterafvoer te verbeteren en de waterhuishouding van het gebied te regelen. In 1996 ging het waterschap met de waterschappen Nijeveen-Kolderveen en Vollenhove op in Wold en Wieden.
In het waterschap stroomden de:
- Wapserveense Aa,
- Vledder Aa (vanaf de Friese grens),
- Tilgrup (vanaf de Witte Wijk tot aan de uitmonding in de Vledder Aa),
- Slingergrup,
- Nijensleekse sloot,
- Havelter Schipsloot[2]